# 焦瑞身
焦瑞身（1918年9月13日—2009年9月22日），男，直隶（今河北）平山人，中国微生物学家、生物工程学家。

## 生平
1918年出生于直隶平山，1936年毕业于保定中学，同年考入清华大学化学系，七七事变后路上耽误一年，于1938年8月赶赴昆明复学，1941年获得国立西南联合大学化学系学士学位，之后留校任教，担任高崇熙助教。1946年在北京大学农学院农化系任助教，1947年赴美留学，1948年获得华盛顿州立大学硕士学位，1953年获得威斯康星大学生物化学系博士学位。毕业后进入艾奥瓦州一家粮食加工公司担任高级研究员。1955年携妻子关颖谦和儿子返回中国。曾任中国科学院上海植物生理研究所研究员、博士生导师，中国微生物学会理事长。
2009年12月22日在上海去世，享年91岁。